# República polaco-lituana-moscovita
A "República polaco-lituana-moscovita" foi um Estado proposto (mas nunca de fato formado) que teria sido criado pela união pessoal entre a República das Duas Nações e a Rússia moscovita. Um número de tentativas sérias, por vários meios, para a criação de tal união aconteceu entre 1574 e 1658 e até mesmo mais tarde, já no final do século XVIII.
A união proposta é conhecida na historiografia polonesa como a "Tripla União" (unia troista) e tem sido também chamada de a "União polaco-russa" (unia polsko-rosyjska) ou "União polaco-moscovita" (unia polsko-moskiewska). Ainda não existe um termo definido para esta entidade em livros de História na língua portuguesa.

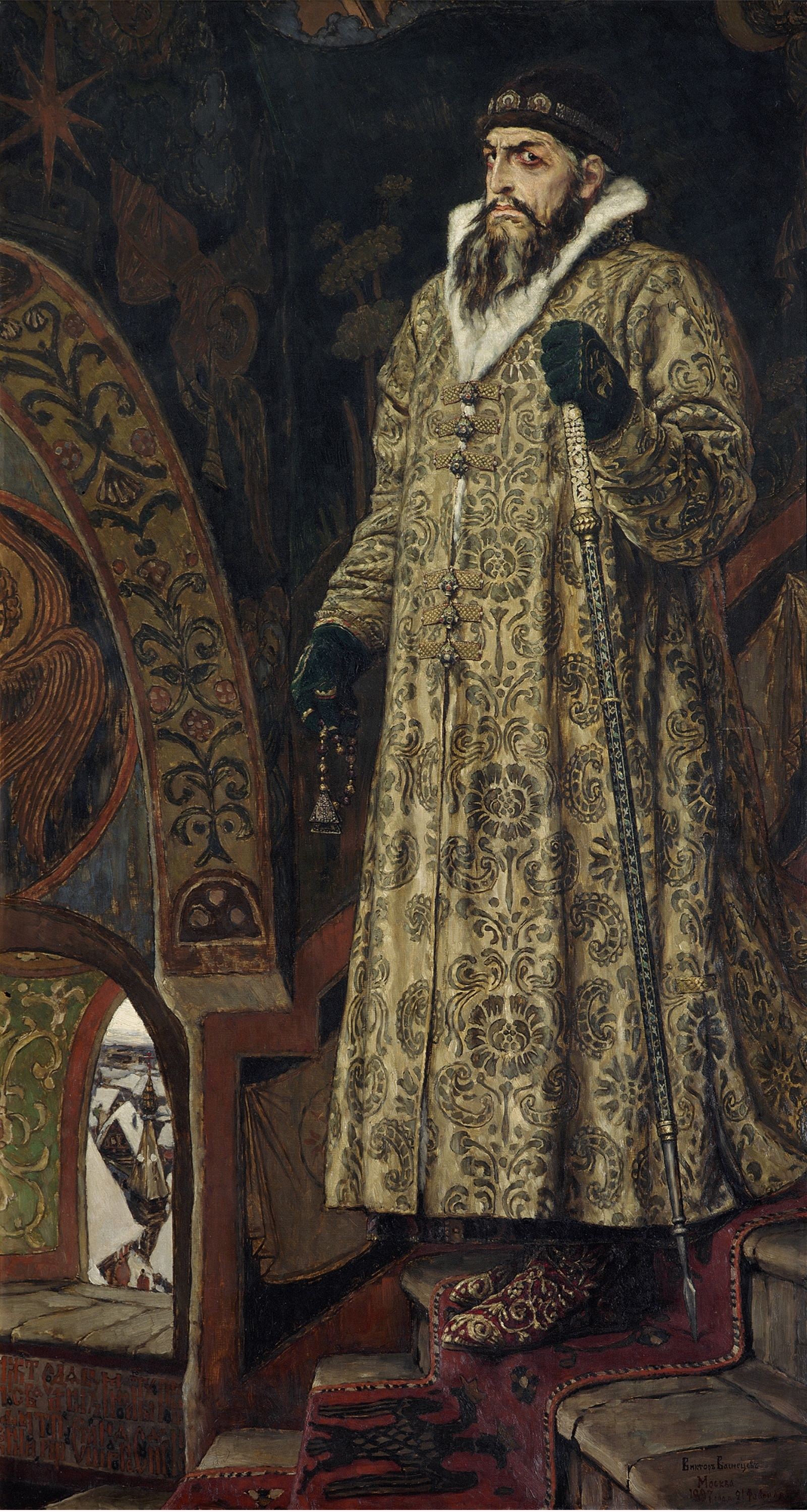
Czar Ivã, o Terrível, por Viktor Vasnetsov.

Proponentes de tal união entre a nobreza polonesa, dentre eles pensadores seculares influentes como Jan Zamoyski e Lew Sapieha listaram vários argumentos: a paz na turbulenta fronteira oriental, um poderoso aliado militar e territórios relativamente pouco povoados (comparados com a Coroa polonesa) que serviriam para a colonização e a servidão. A ideia era também apoiada pelos jesuítas e por outros emissários papais que nunca deixaram de pensar na conversão da Rússia ortodoxa ao Catolicismo. Alguns boiardos russos acharam a proposta atraente (como Boris Godunov, um defensor da candidatura de Teodoro I, em 1587) por diversos motivos, dentre eles o fato de que a Liberdade dourada da República, caso fosse aplicada na Moscóvia, enfraqueceria o poder do czar e assim lhes concederia então uma condição política muito mais forte do que a que vinham tendo até então.
A ideia foi pela primeira vez mencionada no século XVI depois da morte do último rei polonês da dinastia Jaguelônica, Sigismundo II Augusto. O Czar da Rússia, Ivã IV ("o Terrível") tornou-se um candidato popular entre a nobreza polonesa. Ele tinha substancial apoio na Polônia, especialmente entre a baixa e a média nobreza, que viam nele a possibilidade de limitar o crescente poder dos magnatas. Durante o interregno, duas missões diplomáticas (comandadas por Michał Harraburda, pisarz litewski e Jędrzej Taranowski) foram enviadas da Polônia para a Moscóvia para tratar do assunto. As negociações falharam, devido às hostilidades resultantes da Guerra da Livônia, às exigências territoriais por parte de Ivã (que queria os antigos territórios da Rússia de Quieve, então sob o controle da Lituânia) e a decisão de Ivã de que o lado russo não se 'rebaixaria ao nível das outras monarquias europeias e enviaria uma missão diplomática para a Polônia implorando para que ele se tornasse um rei'. Durante o segundo interregno, em 1574, a candidatura de Ivã IV foi muito bem aceita na Polônia, contudo, a missão diplomática moscovita que chegou na Polônia não tinha nem ordens, nem prerrogativa para tratar desse assunto. Posteriormente a fação a favor de Ivã, representada por Jan Sierakowski, emitiu uma declaração no Sejm: ...o Grande Príncipe da Moscóvia seria a melhor escolha para rei, mas devido ao seu silêncio nós somos forçados a esquecê-lo e não deveríamos mencioná-lo novamente.

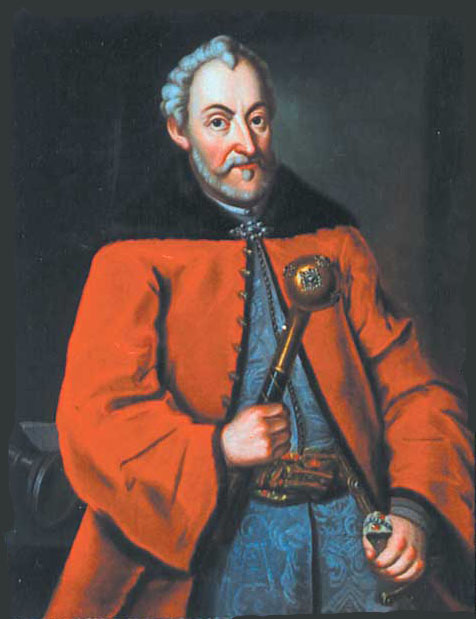
Hetman Jan Zamoyski

A proposta foi reavivada logo após a morte de Ivã, nos reinados de Stefan Batory na Polônia e Teodoro I na Rússia. Depois da morte de Batory em 1587, Teodoro I ficou muito interessado em adquirir o trono polonês e enviou uma missão diplomática à Polônia. O apoio dele entre os lituanos era alto, mas os poloneses fizeram muitas exigências, entre elas a da conversão de Teodoro ao Catolicismo, um assunto absolutamente inconcebível. Logo após Sigismundo III Vasa foi eleito o rei da Polônia. A morte de Teodoro possibilitou a que Zygmunt propusesse a sua candidatura para o trono da Moscóvia, porém até que a missão diplomática polonesa chegasse a Moscou, Boris Godunov foi eleito o novo czar.
As propostas daquela vez giravam em torno da introdução de uma união pessoal entre a República e a Moscóvia e de vários acordos econômicos e políticos (eliminação das barreiras comerciais, movimentação livre das pessoas, etc.), até a criação de um país, utilizando-se da estrutura que serviu de base para a criação da República das Duas Nações (União de Lublin de 1569). Contudo, todas as propostas apresentadas pelo lado polonês foram rejeitadas pelo czar russo. As mais promissoras negociações ocorreram durante o ano de 1600, quando uma missão diplomática polonesa chefiada por Lew Sapieha chegou em Moscou. Sapieha apresentou a Boris Godunov uma ideia elaborada de uma união entre os polaco-lituanos e os estados moscovitas. Os súditos dos dois países estavam livres para servir aos dois governantes, viajar ao seu país, casar com súditos do outro reino, possuir terras e estudar nas instituições de ensino do outro país.
Embora o lado moscovita estivesse disposto a aceitar algumas partes dos tratados propostos (como a extradição de suspeitos de crimes), era extremamente contrário a pontos sobre tolerância religiosa (religiões não ortodoxas, especialmente o Catolicismo, eram perseguidas na Moscóvia, diferentemente da República, que permitia todo o tipo de manifestação de fé) e trânsito livre de pessoas (de acordo com estudiosos poloneses). Transformar a Rússia czarista em uma república, nos moldes da República das Duas Nações, provou ser um projeto muito ambicioso. Muitos moscovitas temiam a polonização, como já estava acontecendo com a nobreza lituana e rutena e um perigo crescente surgia do aumento do número de camponeses e até mesmo nobres que fugiam da Moscóvia, para os quais o czar russo Ivã respondeu com uma política de violentas repressões, a chamada opritchnina. A União de Brest de 1596 serviu de argumento adicional para os ortodoxos contrários a uma maior aproximação entre a Moscóvia e a República, que argumentaram tratar-se do prelúdio da catolização da Moscóvia.
Com os conflitos relacionados à legitimidade da sucessão ao trono russo acontecidos durante todo o curto reinado de Boris Godunov, a Rússia caiu em um profundo caos logo após a sua morte, o chamado Tempo de Dificuldades, que foi acompanhado por uma decisiva intervenção armada polonesa, ou a Guerra polaco-moscovita (1605–1618), geralmente lembrada na Rússia como a intervenção polonesa do final do século XVII. Durante o período da Guerra polaco-moscovita, o príncipe polonês (mais tarde rei) Władysław IV Waza foi rapidamente eleito czar da Rússia entre outros tais acontecimentos estranhos como o entronamento e o curto reinado do Falso Dmitriy I, um filho impostor do czar Ivã. Porém, Wladyslaw nunca foi oficialmente empossado e sua manipulada eleição permaneceu na história como um dos bizarros eventos do Tempo de Dificuldades da Rússia.

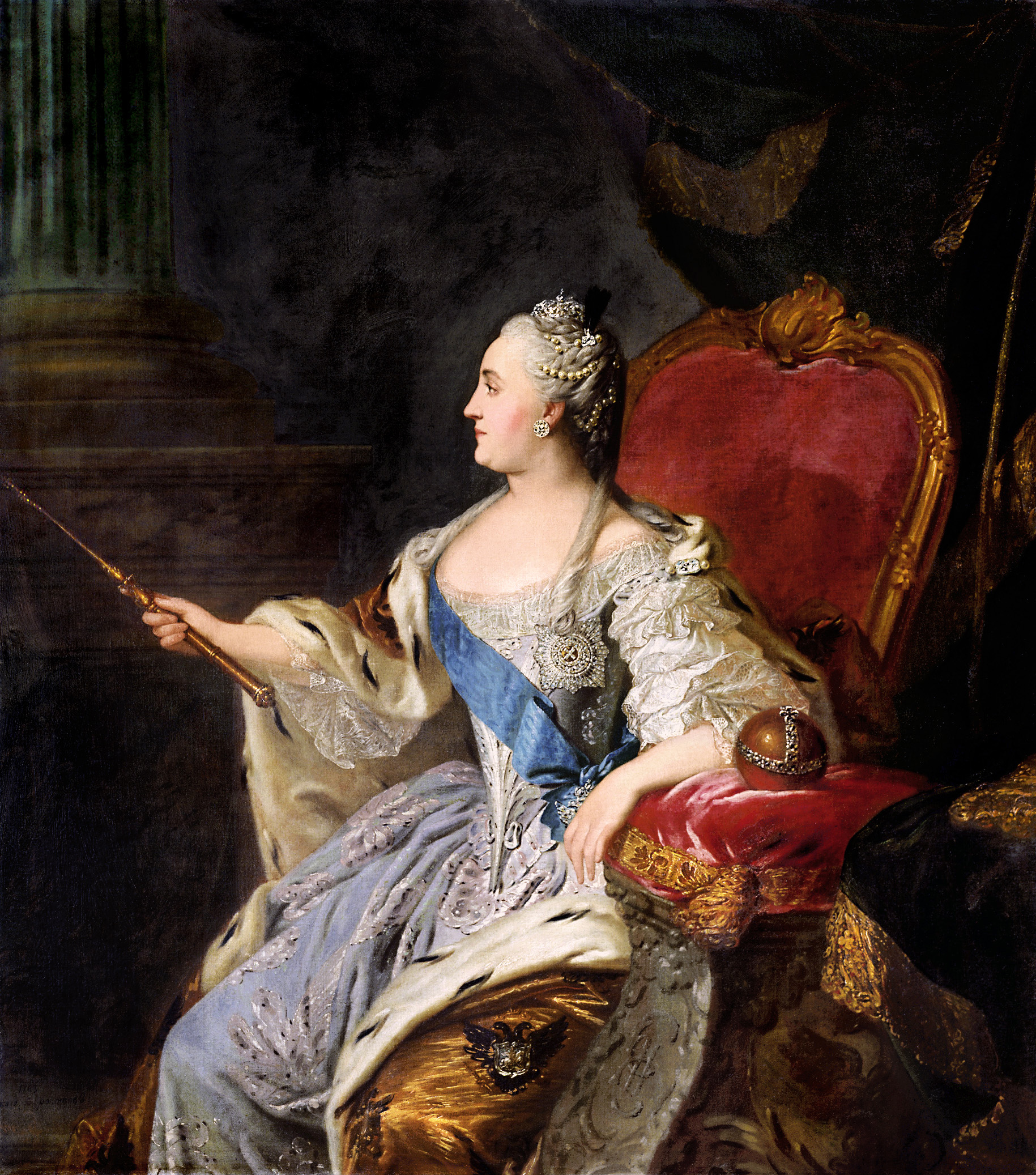
Catarina II da Rússia

A ideia também ressurgiu em 1656-1658, onde o lado moscovita sugeriu que um dos pontos de negociação seria a eleição do czar moscovita para o trono polonês. Desta vez foi o lado polonês que apresentou exigências (conversão ao catolicismo, mudanças territoriais), que acabaram por desencorajar os moscovitas levando-os a desistirem desse projeto. Finalmente, a ideia retornou no século XVIII, quando o último rei polonês Stanisław August Poniatowski tentou salvar o Estado polonês ao propor um casamento entre ele e a Imperatriz russa, Catarina, a Grande.
A grande possibilidade de que essa ideia pudesse ter sido seriamente considerada pelo lado polonês foi provavelmente aquela baseada no espírito da Convenção de Varsóvia (Pacto de Varsóvia), de 1573, que garantiu, pelo menos formalmente, uma igualdade para os nobres não católicos da República das Duas Nações. Contudo, apesar da convenção adotada ter sido um ato liberal sem precedentes para o seu tempo, tal igualdade plena nunca foi na realidade alcançada, nem mesmo dentro da própria República. Levando-se em conta que as maiores divisões daquele tempo, não dinásticas, eram as divisões religiosas e as relações entre os ramos cristãos católico e ortodoxo, era de se supor que tal ideia nunca seria plenamente considerada. Permanece igualmente improvável, que tal ideia pudesse ter sido aceita pelo lado russo porque a visão do Catolicismo na Rússia moscovita era altamente negativo.
Assim, enquanto a ideia de uma República polaco-lituana-moscovita era apoiada inicialmente por alguns diplomatas progressistas e seculares da Polônia, no final os esforços de poucos não puderam superar a oposição moscovita ao Catolicismo e o receio que tal união pudesse trazer o domínio da religião católica sobre a ortodoxa.
No século XIX as três nações chegaram, de fato, a dividir uma soberania comum quando, depois das partições da República das Duas Nações, o czar Alexandre I da Rússia foi coroado rei da Polônia. Porém, esta versão de união foi bem diferente daquela ideia original polonesa de uma federação para a República das Duas Nações.

## Leituras adicionais
- K. Tyszkowski, Plany unii polsko-moskiewskiej na przełomie XVI i XVII wieku, "Przegląd Współczesny", t. XXIV, 1928, s.392-402
- K. Tyszkowski, Poselstwo Lwa Sapieha do Moskwy, Lwów, 1929
- S. Gruszewski, Idea unii polsko-rosyjskiej na przełomie XVI i XVII wieku, "Odrodzenie i Reformacja w Polsce", t. XV, 1970, s.89-99
- Ł.A. Derbow, K woprosu o kandidatiure Iwana IV na polskij prestoł (1572-1576), "Uczonyje zapiski Saratowskowo uniwersiteta", t. XXXIX, Saratow, 1954
- B.Flora, Rosyjska kandydatura na tron polski u schyłku XVI wieku, "Odrodzenie i Reformacja w Polsce"', t. XVI, 1971, s.85-95